# متحف مونك

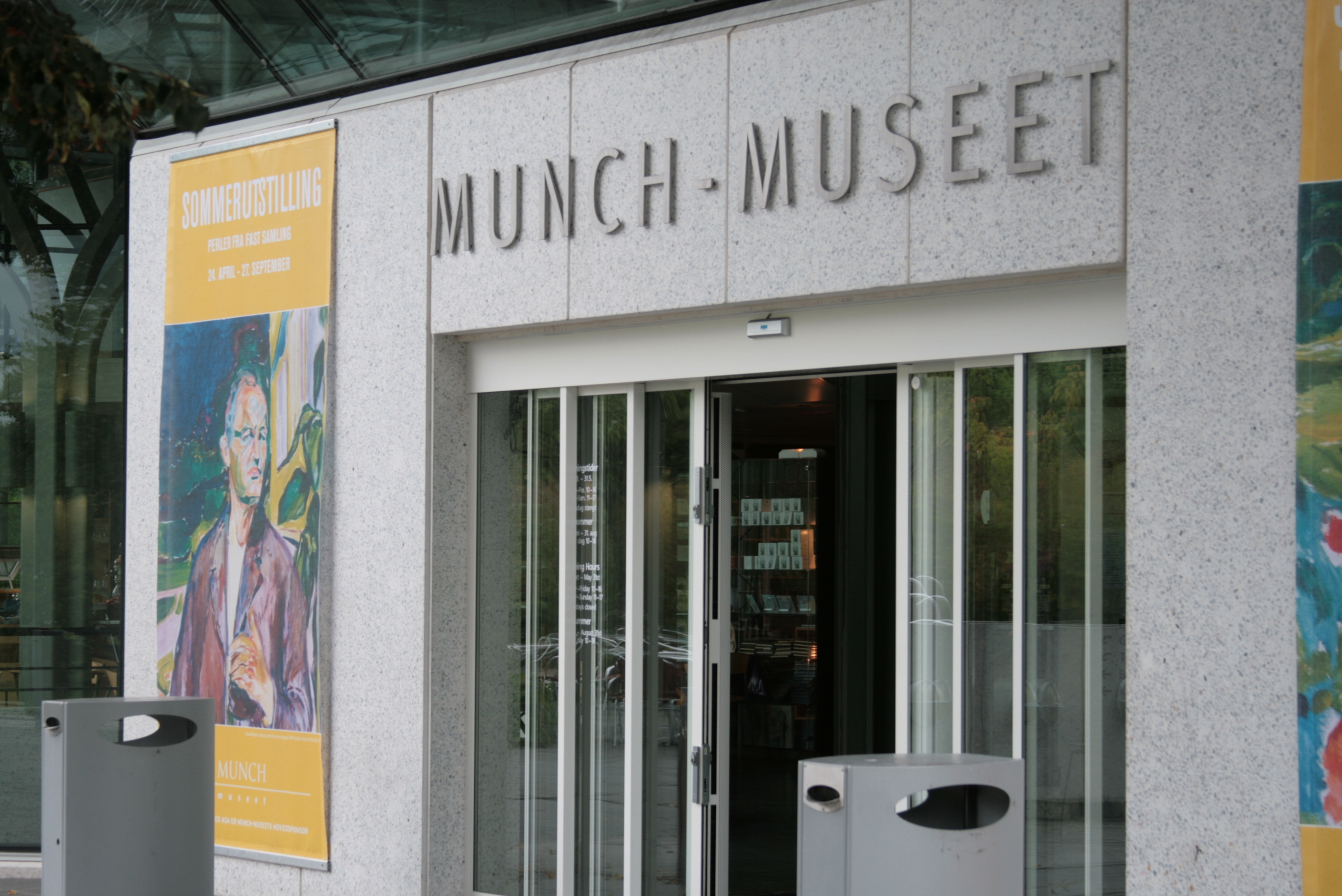
مدخل متحف مونك

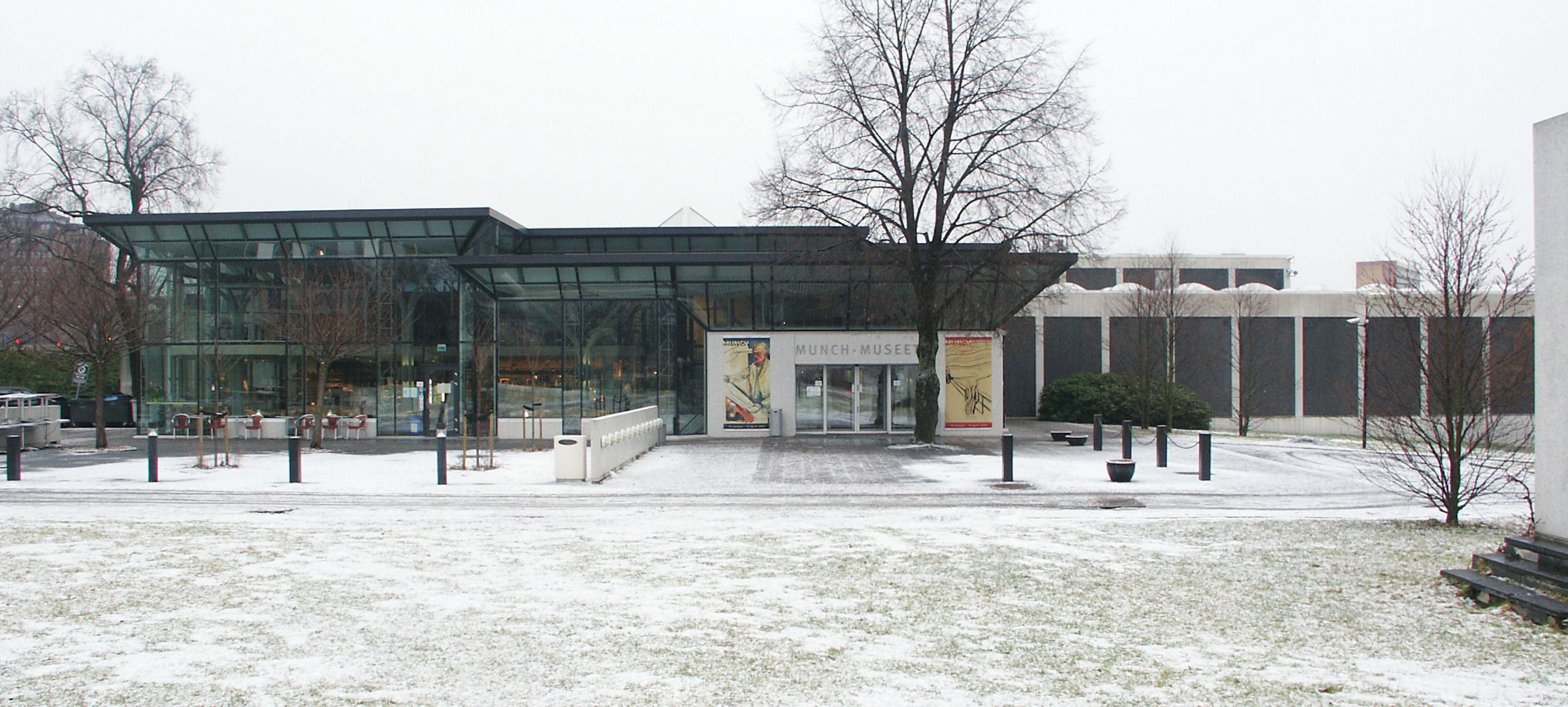
متحف مونك، توين، أوسلو، النرويج. المنهدسون: إينار ميكليبست و غونار فوغنير

متحف مونك لغة نرويجية: (Munch-museet) هو متحف فني في أوسلو، النرويج مخصص لحياة وأعمال الفنان النرويجي إدفارت مونك.
تم تمويل المتحف عن طريق الأرباح المجنية من دار سينما أوسلو، وتم افتتاحه في 1963 لإحياء ما قدمه إدفارت مونك في ذكرى مولده ال100. وتشكيلة المتحف تحتوي أعمال وآداب إدفارت مونك، التي قام بالتبرع بها لبلدية أوسلو في ساعاته الأخيرة، وأعمال إضافية تبرعت بها إخته إنغير، وأعمال أكثر تم جلبها عن طريق تجارة اللوحات المنسوخة، إلخ.
المتحف حاليا يحتوي من ضمن تشكيلته تقريبا نصف جميع إنجازات ورسومات وعلى الأقل نسخة واحدة من جميع لوحاته. تعادل هذه الكمية تقريبا 1,200 لوحة، و 1,800 نسخة، وستة منحوتات، وكذلك 500 صحن، و 2,240 كتاب، والكثير من الأعمال الفنية الأخرى. المتحف يحتوي أيضاً على أقسام تعليمية وحوارية، وهناك مرافقين لتعريف الفنون للزوار.
تم تصميم المتحف من قبل المهندسان إينار ميكليبست و غونار فوغنير (1911-1995) إينار ميكليبست لعب دورا هاماً في توسيع وترميم المتحف في 1994 في الذكرى السنوية الخمسين لموت إدفارت مونك، تم استخدام المتحف ليكون مكان تصوير فيلم عصابة أولسن في 1984. وقامت مدينة أوسلو بالترويج لمسابقة هندسية لمتحف مونك في منطقة بيورفيكا، بالإضافة إلى مشروع تنمية حضارية في دار أوبيرا أوسلو. على الأرجح سينجز المتحف في 2018 من قبل الإستوديو الإسباني إيريروس أركويتيكتوس (المهندسون الحدادون).

## سرقة لوحةالصرخة
في يوم الأحد، 22 أغسطس 2004، تمت سرقة اللوحتان الصرخة ومادونا من قبل رجال مقنعين يستخدمون أسلحة نارية. السارقون أجبروا حراس المتحف على التمدد على الأرض بينما التقطوا اللوحات من الحائط وهربوا بسيارة عائلية أودي إيه 6 سوداء، التي قام الشرطة بالعثور عليها لاحقة غير مأهولة. قامت شرطة أوسلو باستعادة اللوحتين في 31 أغسطس 2006. لمزيد من المعلومات راجع الصرخة (لوحة).

## مخططات المتحف المستقبلية
قامت مدينة أوسلو بترويج مسابقة هندسية لمتحف مونك في منطقة بيورفيكا، بالإضافة إلى مشروع تنمية حضارية في دار أوبرا أوسلو. ربح الإستوديو الإسباني «المهندسون الحدادون» المسابقة عام 2009 بمشروعهم لامبدا.
```
في مايو 2013 اتخذ مجلس مدينة أوسلو أخيرا قرار إحياء مشروع لامبدا، ونقل المتحف إلى موقعه الجديد على الواجهة البحرية، بجوار دار الأوبرا. ومن المتوقع أن يُفتتح المتحف الجديد في 2018.
```